# Бейліс-Гарбор (переписна місцевість, Вісконсин)
Бейліс-Гарбор (англ. Baileys Harbor) — переписна місцевість (CDP) в США, в окрузі Дор штату Вісконсин. Населення — 334 особи (2020).

## Географія
Бейліс-Гарбор розташований за координатами 45°4′0″ пн. ш. 87°8′9″ зх. д. / 45.06667° пн. ш. 87.13583° зх. д. (45.066773, -87.135755).  За даними Бюро перепису населення США в 2010 році переписна місцевість мала площу 4,37 км², з яких 4,36 км² — суходіл та 0,01 км² — водойми.

## Демографія
Згідно з переписом 2010 року, у переписній місцевості мешкало 257 осіб у 132 домогосподарствах у складі 74 родин. Густота населення становила 59 осіб/км².  Було 314 помешкання (72/км²).
Расовий склад населення:
| - 94,6 % — білих - 1,6 % — чорних або афроамериканців - 1,2 % — азіатів |

До двох чи більше рас належало 1,9 %. Частка іспаномовних становила 1,2 % від усіх жителів.
За віковим діапазоном населення розподілялося таким чином: 10,9 % — особи молодші 18 років, 52,9 % — особи у віці 18—64 років, 36,2 % — особи у віці 65 років та старші. Медіана віку мешканця становила 56,6 року. На 100 осіб жіночої статі у переписній місцевості припадало 100,8 чоловіків;  на 100 жінок у віці від 18 років та старших — 95,7 чоловіків також старших 18 років.
Середній дохід на одне домашнє господарство  становив 67 001 долар США (медіана — 60 000), а середній дохід на одну сім'ю — 81 794 долари (медіана — 72 083). За межею бідності перебувало 2,5 % осіб, у тому числі 0,0 % дітей у віці до 18 років та 6,5 % осіб у віці 65 років та старших.
Цивільне працевлаштоване населення становило 149 осіб. Основні галузі зайнятості: мистецтво, розваги та відпочинок — 28,9 %, роздрібна торгівля — 25,5 %, науковці, спеціалісти, менеджери — 16,1 %, освіта, охорона здоров'я та соціальна допомога — 8,1 %.